# DIAN Racing
DIAN Racing（同济电车队)は同済大学大学生電動フォーミュラカーチーム。
毎年、新たな電動フォーミュラカーをデザインしている。

## 基本情報

### チーム名（中国語）
同济电车队

### チーム名（英語）
Tongji DIAN Racing Team

### スポーツ項目
電動フォーミュラカー

### 主な試合
- 中国大学生フォーミュラカーレース(FSEC)
- 世界大学生フォーミュラカーレース(FSE)
- 中国大学生電動フォーミュラカーレース

### 所属地区
- 中国上海

### 設立年代
- 2012年

### 指導教師
- 章桐 教授

### ビジネスコンサルティング
- ホダルト男爵（Godert van Hardenbroek、オランダ）

### キャプテン
- 費君聡

## チーム紹介
同済大学自動車工学院革新基地と同済大学新エネルギー自動車工事センターに所属。同済大学新エネルギー自動車工事センター主任の章桐教授が指導教師の役を勤めており、ビジネスコンサルタントはGodert van Hardenbroek（霍達男爵）である。
キャプテンは費君聡。チームには管理部、技術部と商業部が設けられてあり、各部門に部長が一名、各グループにグループリーダーが一名いる。

## 電動フォーミュラカースペック情報
| 全体サイズ(mm)                    | 2700*1447*1184   |
| ホイールベース(mm)                | 1580             |
| 前/後ろ ホイールベース(mm)        | 1220/1180        |
| 軸の質量配分(前:後)               | 40:60            |
| 地上までの隙間(mm)                | 40               |
| 車両重量(kg)                      | 440              |
| 0~75km/h加速時間(s)               | 4.2              |
| 最高速度(km/h)                    | 130              |
| 最大加速度(m/s2)                  | 8                |
| 電機最高出力(kw)、最大トルク(N*m) | 30,95            |
| 駆動方式                          | 双電機独立駆動   |
| 伝動方式                          | 一級歯車減速伝動 |
| 電池定格電圧(V)、電気量(kw/h)     | 268、10.8        |

| 全体サイズ(mm)                    | 2952*1205*1014               |
| ホイールベース(mm)                | 1530                         |
| 前/後ろ ホイールベース(mm)        | 1220/1180                    |
| 軸の質量配分(前：後)              | 45:55                        |
| 地上までの隙間(mm)                | 30                           |
| 車両質量(kg)                      | 318                          |
| 0~75m/h加速時間(秒)               | 3                            |
| 最高時速(km/h)                    | 140                          |
| 最大加速度(m/s2)                  | 11                           |
| 電機最高出力(kw)、最大トルク(N*m) | 45、90                       |
| 駆動方式                          | 独立駆動無ディファレンシャル |
| 伝動方式                          | 両2級主減速ボックス並列式    |
| 電池定格電圧(V)、電気量(kw/h)     | 532.8、7.9                   |

## チーム経歴
2013年1月13日、チームのGodert van Hardenbroek（ホダルト男爵）総指導教師は2012年 DIAN Racingボディデザインコンテストの優勝者を発表した。10月上旬、DIAN Racingは新たな電動フォーミュラカーを迎えた。
2014年 中国国家レーサーチームと同済大学とともに電動フォーミュラカーを開発した。3月22日、同済大学2014年DIAN Racingフォーミュラカーのボディデザインコンテスト授賞式が中芬センターで行われた。5月14日、新エネルギー自動車工事センターでフォルクスワーゲンとの調印式を行い、レースシーズンの協力関係が確認された。7月9日、中国国家レーサーチーム呂洋副総裁と新エネルギー自動車工事センター主任章桐教授とともに工事人材の育成と先端電動システムの発展を推し進めるための戦略研究協力の枠組みに合意、署名した。
2014年10月12日、同済大学DIAN Racingチームは湖北省襄陽市で催される中国大学生電動フォーミュラカーレースに出場。ビジネスレポートコンペティションでは、デザインレポート第3位、マーケティングレポート第11位、コストレポート第19位を獲得した。また、レースでは直線加速第4位、8オービットと第4位、高速障害回避第13位の成績を上げた。

## チーム文化
新logoは「電」という繁体字の印鑑とチームの中国語と英語の名前から構成された。新しくつけた名前「同济电车队」は投票で選択した公式の名前である。英語名に関しては、DIAN Racingは「電」の中国語の発音からなり、国際的視野兼中国要素を有し、中国で生まれ、世界に目を向けるという意図がある。